# 谢永贤
谢永贤，马来西亚雪兰莪第12届州议会百乐镇议员，民主行动党籍 。
2008年3月8日，谢永贤于马来西亚第12届全国大选中胜出，当选为议员。